# Criquebeuf-sur-Seine
Criquebeuf-sur-Seine je francouzská obec v departementu Eure v regionu Normandie. V roce 2010 zde žilo 1 189 obyvatel.

## Vývoj počtu obyvatel
Počet obyvatel 